# Goniothalamus stenophyllus
Goniothalamus stenophyllus är en kirimojaväxtart som beskrevs av Elmer Drew Merrill. Goniothalamus stenophyllus ingår i släktet Goniothalamus och familjen kirimojaväxter. Inga underarter finns listade i Catalogue of Life.